# 中國電文

“新机密发5656号”，中国电文的一部分

中國電文（英語：China Cables）是2017年中国政府外洩文件的一部分，該文件是由在荷蘭的维吾尔人洩露给國際調查記者同盟，總共24页，國際調查記者同盟與合作媒体于2019年11月23日在14个国家/地区公佈了中國電文。這份文件包括一份电报，其中详细介绍了第一份已知的新疆再教育营運作手冊，因此称“中国电文”。

## 描述
流亡的维吾尔人泄露了一份中華人民共和國政府文件，其中包含2017年的“新机密发5656号”電報、四份机密通报和一份法院文件。

## 内容
电报详细介绍了第一份已知的新疆再教育營的操作手册，该手册由新疆维吾尔自治区政法委书记朱海仑签名。
而有關運作的主要理由和方法包含以下幾點（另外原文中新疆當局對新疆再教育營，以教育、挽救、保護等較溫和的用詞呈現，具體說法詳見備註部分的描述）：
- 要保持新疆再教育營的隔絕性。[b]
- 設立“警卫塔、双锁门、警报器、视频監控和門崗防衛”阻止關押人員逃跑或自殺。
- 關押者至少被關押一年，甚至可以被无限期监禁。[c]
- 手冊详细介绍了强制向關押者灌输理論的方法。同時提到被關押者必須使用普通话和遵守再教育營的各種严格规定，如吃饭、做家务、学习甚至上厕所。
- 被關押者只有在經過洗腦後才會接受职业培训。[d]
- 手冊详细介绍了如何控制传染病在新疆再教育營爆发的預防措施。
- 根據手冊內容可知新疆再教育營的職業訓練課程實質是必須包含思维和行为教育中心的功能。[e]

而四份密報內容（原文中新疆當局以反恐怖活動為目的之觀點撰寫）來自於中国的数据收集系统“一體化聯合作戰平台”（IJOP），该系统使用人工智能来识别應抓捕的人員。例如，預測警務程序將180万安裝快牙的维吾尔族用户標記為调查對象。其中一份密報显示，在2017年6月的一周内，IJOP系统在新疆南部检测到24,412名“可疑”人员，其中15,683人被送去“教育和培训（新疆再教育營）”，其中706人被“刑事拘留”。另外一份則是對於取得境外國籍維吾爾族的統計報告，其中涉及恐怖活動者應遣返所在國，否則應該被拘留。未分类的法院文件是有關维吾尔族男子的判刑文件。

## 反應與評價

### 中華人民共和國
2019年12月6日，西南政法大学人权研究院张永和教授以中国电文为样本，发表了一篇题为《新疆的反恐与去极端化》的研究报告，这份近9000字的报告跳脱西方舆论场关注的“内部文件真伪性”探讨，而是分别从现实依据、法律依据、主要方式三个部分介绍新疆所謂的「反恐、去极端化工作」。報告宣稱，中国电文泄露的事件是西方媒体自编自导的舆论闹剧，西方媒体对新疆「反恐、去极端化工作」存在三大谬误：一是无视恐怖主义危害的国际共识；二是对中国政府反恐立场的严重歪曲；三是对新疆地区反恐、去极端化工作的任意想象。
2019年12月7日，环球时报刊载报道“西方炒作涉疆‘中国电文’中国学者发报告直指‘三大谬误’”，認爲纽约时报、国际调查记者同盟（ICIJ）報導、公布據稱爲中華人民共和國政府内部机密的文件，是爲了炒作中華人民共和國「在用拘押营迫害维吾尔人」的指控。

## 另見
- 墨玉名單
- 新疆文件（英语：Xinjiang papers）
- 新疆受害者数据库
- 新疆公安文件
- 聯合國新疆人權報告